# Rżewskij miemoriał
Rżewskij miemoriał (ros. Ржевский мемориал) – przystanek kolejowy w pobliżu miejscowości Rżew, w rejonie rżewskim, w obwodzie twerskim, w Rosji. Położony jest na linii Moskwa - Siebież.

## Historia
Przystanek został otwarty 6 maja 2021 w celu obsługi podróżnych udających się do powstałego w 2020 rżewskiego pomnika radzieckiego żołnierza. Pawilon stacji nawiązuje architektonicznie do pomnika. Obok przystanku znajduje się zabytkowa lokomotywa parowa. Do przystanku dojeżdża bezpośredni pociąg pasażerski z Moskwy.
Nazwa przystanku została wybrana w głosowaniu internetowym z pięciu propozycji. Oprócz nazwy Rżewskij miemoriał zaproponowano m.in. nazwy Rżewski pomnik radzieckiego żołnierza i Pomnik radzieckiego żołnierza.

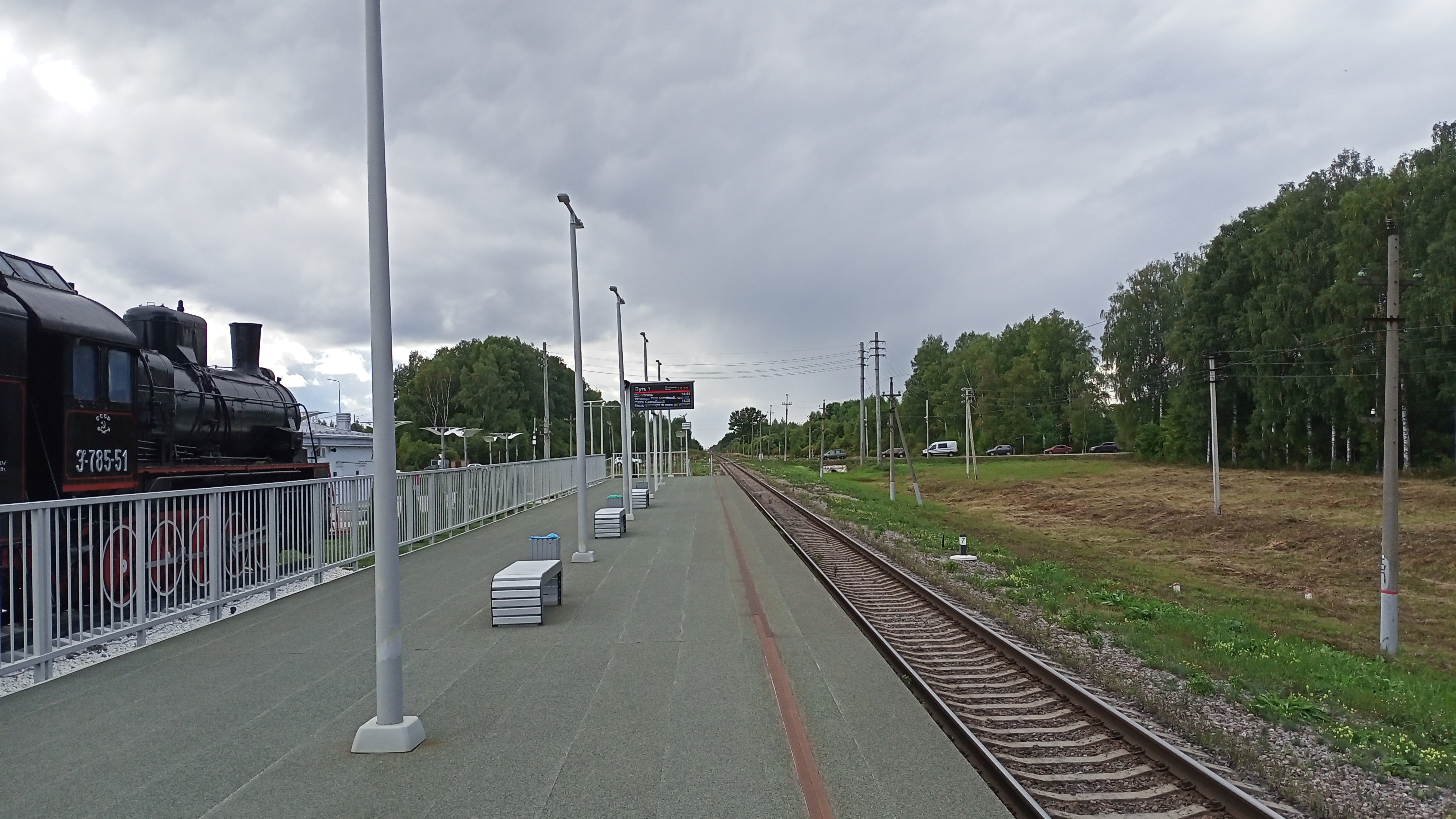
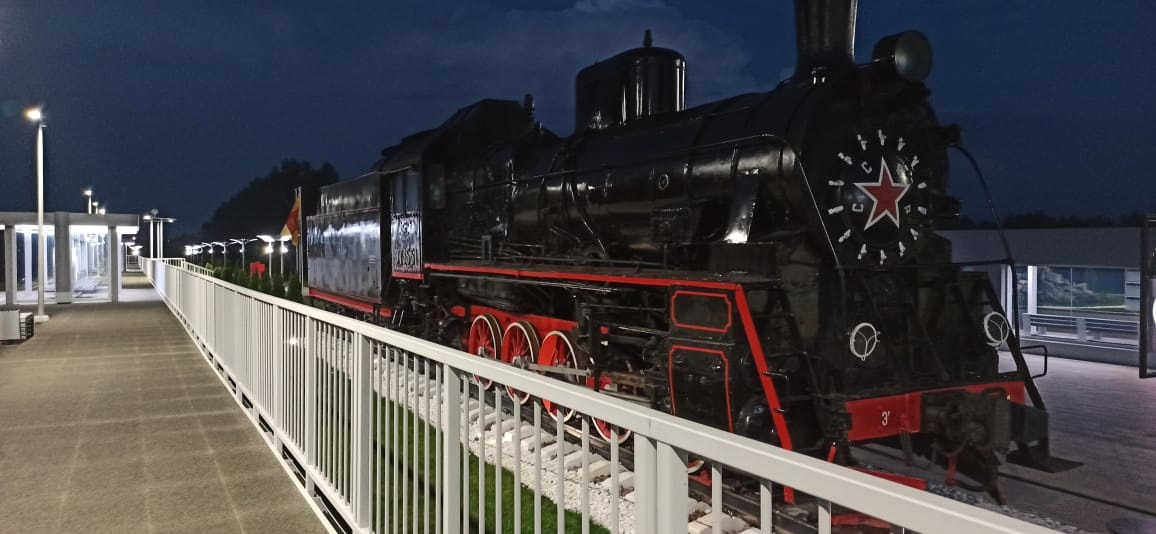